# Ischnomantis gigas
Ischnomantis gigas är en bönsyrseart som beskrevs av Henri Saussure 1870. Ischnomantis gigas ingår i släktet Ischnomantis och familjen Mantidae. Inga underarter finns listade i Catalogue of Life.